# Иерусалим (Кёнигсберг)
Иерусалим (нем. Jerusalem) был пригородной усадьбой и поселением на левом берегу Старого Прегеля, к востоку от Кёнигсберга (Пруссия). Позднее усадьба и поселение стали частью Кёнигсберга.

## История
Поселение было основано и названо рыцарями Тевтонского ордена. Комтур Генрих Рейсс фон Плауэн там в 15 веке построил вокруг поселения защитные сооружения. В 16 веке усадьба принадлежала Лёбенихтскому госпиталю.
В 1927 году в Иерусалиме на Прегеле были построены водоочистные сооружения. Деревня и поместье были включены в 1928 году в Кёнигсберг.
Усадьба и бывшая деревня не сохранились в результате Второй мировой войны. Бывшая территория района является частью Московского района Калининграда. В районе бывшего поместья между Прегелуфером и юго-восточной артериальной дорогой города, ведущей в Правдинск (Фридланд) и на польскую границу A196, есть несколько панельных домов, а также с 1990-х годов построены пригородные виллы.